# 大阪府立上方演芸資料館
大阪府立上方演芸資料館（おおさかふりつかみがたえんげいしりょうかん、通称:ワッハ上方）は、大阪市中央区難波千日前にある、上方演芸に関する資料の収集保存施設。1996年開館。

## 概要
1996年、上方お笑い芸人であった横山ノックが大阪府知事であった時期に設立。吉本興業所有のYES・NAMBAビルの7階にあり、なんばグランド花月の真向かいに位置する。下階にはドン・キホーテ千日前店が入居している。
毎年「上方演芸の殿堂入り」を選考しており、第1回選考の初代桂春団治を筆頭に、落語、漫才、漫談、浪曲などの分野で明治期以降活躍した上方芸人より数組ずつを選び、「殿堂入り名人」としている。
2013年3月、YES・NAMBAビル4階・6階を閉鎖し規模が縮小された。
現在は7階、「演芸ライブラリー」のみの施設となっており入場は無料。テレビ・ラジオなど過去の演芸番組や上方演芸、上方喜劇に関する書籍のほか、ダウンタウン・千原兄弟・千鳥らのコンビや、R-1ぐらんぷり・キングオブコントなどのお笑いコンクールや、吉本印天然素材らのDVDなども視聴、閲覧できる。
かつて4階にあった展示室では、「上方演芸の殿堂ギャラリー」として、殿堂入りした名人を紹介していたほか、上方演芸の歴史を紹介する展示品が数多く陳列されていた。
5階にあった300人収容のホール「ワッハホール」（現：よしもと漫才劇場）は、上方落語協会の定席「島之内寄席」の会場となったほか、劇団の公演等にも利用されていた。このほか4階には50人収容の小演芸場「上方亭」、7階に「レッスンルーム」もあり、演芸の公演が定期的に行われていた。
2015年度から吉本興業への運営委託をやめ、大阪府の直営施設となる。一般公開は続け、資料の蓄積に重点を置く方針である。収蔵庫の資料は、2018年度に大阪府庁（咲洲庁舎）に移転している。

## 橋下知事による移転提案と撤回
橋下徹大阪府知事（当時）は、年間5,000万円の収入に対し年間経費4億3,000万円（内吉本興業に支払う賃貸料・管理費2億8,000万円、管理会社ニューウエーブ大阪に1億2,000万円）かかった当施設に対して、府の財政建て直しのために設置された改革プロジェクトチームに当施設についても検討を行うよう指示した。改革プロジェクトチームは、素案として、当施設ホールの閉鎖・資料等の別施設での展示など、当施設の移転を提言した。2009年7月23日、橋下知事は、年間経費が節約できるとして通天閣への移転を検討中であると発表したが、同年12月28日に通天閣観光の西上雅章社長と面会し、通天閣への移転は撤回し、現地存続する方針を表明した。
しかし、運営開始時から巨額の赤字が続き、これまで建設費を含めると100億近くの税金が投入されていること、周辺の賃料1坪当たり平均6,000円程度の物件に25,000円近くの賃料を支払っていたこと、歴代館長の前職が在阪準キー局のプロデューサーであることなどから、吉本興業が府の財政を使い準キー局との関係を強化し便宜をはかる癒着の温床になっていた嫌疑がかけられている。吉本興業は、「ワッハ上方は大阪府の強い要請により、恒久使用を前提として大阪府の要求仕様に従いビル建設を行った。内装工事費用も本来府が負担すべきところ、特別な要請により賃料に付加して支払うことの同意に基づき、吉本が負担した」旨の反論を発表している。
ワッハホールについては、2011年1月1日より吉本興業直営となり、2010年12月3日に閉館したbaseよしもと（現：NMB48劇場）を引き継ぐ新劇場「5upよしもと」としてリニューアルオープンした。同劇場は2014年11月24日の公演を最後に一旦閉鎖され、再リニューアル期間を経て同年12月1日によしもと漫才劇場に改称された。

## 管理運営[16]
- 財団法人 大阪府文化振興財団（管理委託運営、開館 - 2002年3月）
- 大阪府（直営、2002年4月 - 2006年3月）
- （NPO）ニューウェーブ日東大阪（指定管理、2006年4月 - 2010年12月）
- 大阪府（直営（休館）、2011年1月 - 3月）
- 吉本興業グループ（指定管理、2011年4月 - 2015年3月）
- 大阪府（直営、2015年4月 - )

## 歴代館長
- 狛林利男（元朝日放送プロデューサー）（1996年11月 - )[16]
- 井上宏（関西大学名誉教授・元読売テレビ編成局編成課参事）(1999年4月 - )[16]
- 有川寛（元読売テレビプロデューサー）(2002年4月 - )[16]
- 伊東雄三（前館長、毎日放送プロデューサー、毎日放送からの出向）(2006年4月 -)[16]

- 不在（大阪府直営・休館）（2011年1月 - 2011年3月）[16]

- 河合泉（2011年4月 - )[16]
- 井上明（2013年4月 - ）[16]
- 田中宏幸（2015年4月 - ）[16]

以下は各年次のワッハ上方資料館年報の館長挨拶部分より推定。
- 齊藤洋一（大阪府府民文化部都市魅力創造局文化・スポーツ課参事（当時）） （2016年度）
- 大河内隆生（2017年度）
- 須田弘樹（2018年度）
- 道上正俊（2019・2020年度）
- 佐藤謙一（2021・2022年度）
- 柳生小夜（2023年度）
- 本田吾郎（2024年度）

## 所在地
- 〒542-0075 大阪市中央区難波千日前12-7　YES・NAMBAビル

## 交通
- Osaka Metro御堂筋線・四つ橋線・千日前線 なんば駅 徒歩5分 、堺筋線 日本橋駅 徒歩10分
- 南海電鉄 難波駅 徒歩5分
- 近鉄電車・阪神電車 大阪難波駅 徒歩5分
- JR西日本 JR難波駅 徒歩10分

## 出版物
- 上方演芸大全（創元社、ISBN 4422700723 2008年11月）